# Pulspositiemodulatie
Pulspositiemodulatie (PPM) is een signaalmodulatietechniek die gebruikmaakt van een vaste puls en de verschuiving in fase om te moduleren.
PPM heeft veel applicaties in de radiofrequentiecommunicatie. Op afstand bestuurde vliegtuigjes, auto's, boten en andere voertuigen zijn hier een paar voorbeelden van.
De zender verstuurt een elektrische, elektromagnetische of optische puls die uit fase is met een controlesignaal (deze wordt niet meegestuurd). De ontvanger vangt dit signaal op en kan de faseverschuiving en de data hier dan uithalen. Het controlesignaal is meestal een kloksignaal.

## Voordelen
- PPM kan simpele commando's doorsturen die voor andere signaal modulaties te complex kan zijn
- Is beter bestand tegen ruis dan PAM of PDM.
- Heeft lage systeemvereistes.

## Nadelen
- De zender en ontvanger moeten perfect gesynchroniseerd zijn.
- Is gevoelig voor multipath interferentie.Dit gebeurt wanneer een signaal van zender naar ontvanger gaat via 2 of meer manieren. Onder de juiste conditie zorgt dit voor interferentie (een voorbeeld hiervan is het achterbeeld bij een analoge televisie).

## Variatie
Een variatie op de PPM is de Differentiële PPM. Deze variant maakt geen gebruik van synchronisatie van zender en ontvanger. Maar stuurt zijn informatie met behulp van het tijdsverschil tussen 2 pulsen. Dit heeft als gevolg dat als er een fout wordt gestuurd, dit zich beperkt tot 2 symbolen in plaats van het volledige bericht.